# À deux sabres
Pour plus de détails, voir Fiche technique et Distribution.
À deux sabres (宮本武蔵 二刀流開眼, Miyamoto Musashi: Nitōryū kaigen) est un film japonais réalisé par Tomu Uchida, sorti en 1963. 
Il s'agit du troisième volet de la série après La Légende de Musashi Miyamoto et Les Moines lanciers du temple Hozoin. Le quatrième volet s'intitule : Seul contre tous à Ichijoji.  

## Fiche technique
- Titre original : 宮本武蔵 二刀流開眼 (Miyamoto Musashi: Nitōryū kaigen?)
- Titre français : À deux sabres
- Réalisation : Tomu Uchida
- Scénario : Tomu Uchida et Naoyuki Suzuki
- Photographie : Sadaji Yoshida
- Société de production : Tōei
- Musique : Taichirō Kosugi
- Pays d'origine : Japon
- Format : Couleurs - Mono
- Genre : drame, jidai-geki, chanbara
- Durée : 104 minutes
- Date de sortie :  Japon : 14 août 1963

## Distribution
- Kinnosuke Nakamura : Miyamoto Musashi
- Wakaba Irie : Otsu
- Isao Kimura : Hon'iden Matahachi
- Chieko Naniwa : Osugi
- Kusuo Abe : Oncle
- Mitsuru Takeuchi : Jotaro
- Michiyo Kogure : Oko
- Ken Takakura : Sasaki Kojiro

## Les films de la série
- 1961 : La Légende de Musashi Miyamoto (宮本武蔵, Miyamoto Musashi?)
- 1962 : Les Moines lanciers du temple Hozoin (宮本武蔵 般若坂の決斗, Miyamoto Musashi: Hannyazaka no kettō?)
- 1963 : À deux sabres (宮本武蔵 二刀流開眼, Miyamoto Musashi: Nitōryū kaigen?)
- 1964 : Seul contre tous à Ichijoji (宮本武蔵 一乗寺の決斗, Miyamoto Musashi: Ichijōji no kettō?)
- 1965 : Duel de l'aube (宮本武蔵 巌流島の決斗, Miyamoto Musashi: Ganryū-jima no kettō?)
- 1971 : Duel à mort (真剣勝負, Miyamoto Musashi: Shinken shobu?)